# Scott Baldwin

a Compétitions nationales et continentales officielles uniquement.

b Matchs officiels uniquement.
Dernière mise à jour le 28 février 2024.
Scott Baldwin, né le 12 juillet 1988 à Bridgend (pays de Galles), est un joueur international gallois de rugby à XV jouant au poste de talonneur. Il est actuellement entraîneur de la défense à Newcastle.
Il joue les dix premières années de sa carrière aux Ospreys, avec qui il remporte le Pro12 en 2012, puis rejoint les Harlequins où il remporte le Championnat d'Angleterre en 2021. Après deux saisons, il est transféré à Worcester où il ne reste même pas une saison pour des raisons personnelles, et fait ensuite son retour chez lui, aux Ospreys pour y finir sa carrière sportive en 2023.
La saison suivant sa retraite, il rejoint les Newcastle Falcons en tant qu'entraîneur de la défense.

## Biographie

### En club
Alors qu'il va avoir 26 ans en juillet 2015, Scott Baldwin a disputé 90 matchs avec les Ospreys dont 23 pour la saison 2014-2015 et 22 comme titulaire du poste de talonneur.
En 2019, après dix ans joués avec les Ospreys, il quitte le club gallois pour l'Angleterre et rejoint les Harlequins.
En 2020-2021, les Harlequins se qualifient jusqu'en finale du championnat où il affronte les Exeter Chiefs. Pour cette rencontre, Scott Baldwin est titulaire en première ligne aux côtés de Joe Marler et Wilco Louw. Son équipe s'impose en toute fin de match 38-40, grâce à un doublé de Louis Lynagh,. Il y joue seulement deux saisons puis s'engage avec les Worcester Warriors pour la saison 2021-2022. Cependant, en février 2022, après avoir joué seulement treize matchs, il est libéré de son contrat pour des raisons familiales,.
Quelques jours après cette annonce, il fait son retour aux Ospreys avec effet immédiat et signe un contrat allant jusqu'à la fin de la saison 2022-2023. À la fin de cette saison, il prend sa retraite sportive,.

### En sélection nationale
Il fait ses débuts avec le pays de Galles en juin 2013 contre le Japon ; il revient en sélection en novembre 2014, il dispute alors les quatre tests de son équipe face à l'Australie, face aux Fidji, à la Nouvelle-Zélande et à l'Afrique du Sud.
Il dispute son premier match en tant que titulaire contre les Fidji,
Il est à nouveau présent dans le groupe de joueurs qui prépare le Tournoi des Six Nations 2015. Il dispute son premier match dans cette compétition face à l'Écosse. Il joue quatre rencontres du Tournoi avec un bilan de quatre victoires.
Scott Baldwin est retenu dans un groupe élargi de 47 joueurs pour la préparation de la Coupe du monde de 2015, annoncé par Warren Gatland.
En janvier 2023, il est rappelé par Warren Gatland plus de cinq ans après sa dernière sélection pour participer au Tournoi des Six Nations. Il est remplaçant du capitaine Ken Owens pour la première journée.

### Après carrière
À l'issue de sa carrière sportive, il rejoint les Newcastle Falcons en tant qu'entraîneur de la défense à partir de la saison 2023-2024,.

## Statistiques
Au 6 juillet 2023, Scott Baldwin compte un total de 37 capes disputées sous le maillot gallois, inscrivant cinq points. Il obtient sa première sélection 15 juin 2013 contre le Japon.
Il participe à quatre éditions du Tournoi des Six Nations, en 2015, 2016, 2017 et 2023.
Il participe à une édition de la Coupe du monde, en 2015 où il joue cinq rencontres, face à l'Uruguay, l'Angleterre, les Fidji, l'Australie et l'Afrique du Sud. Il inscrit un essai, contre les Fidji.

## Palmarès

### En club
- Ospreys
  - Vainqueur du Pro12 en 2012
- Harlequins
  - Finaliste de la Coupe d'Angleterre en 2020 (en)
  - Vainqueur du Championnat d'Angleterre en 2021

### En sélection nationale

#### Tournoi des Six Nations
| Édition          | Rang | Résultats pays de Galles | Résultats Baldwin | Matchs Baldwin |
| ---------------- | ---- | ------------------------ | ----------------- | -------------- |
| Six Nations 2015 | 3    | 4 v, 0 n, 1 d            | 4 v, 0 n, 0 d     | 4/5            |
| Six nations 2016 | 2    | 3 v, 1 n, 1 d            | 3 v, 1 n, 1 d     | 5/5            |
| Six nations 2017 | 5    | 2 v, 0 n, 3 d            | 2 v, 0 n, 3 d     | 5/5            |
| Six nations 2023 | 5    | 1 v, 0 n, 4 d            | 1 v, 0 n, 2 d     | 3/5            |

Légende : v = victoire ; n = match nul ; d = défaite ; la ligne est en gras quand il y a Grand Chelem.